# Liste der Stolpersteine im Pongau

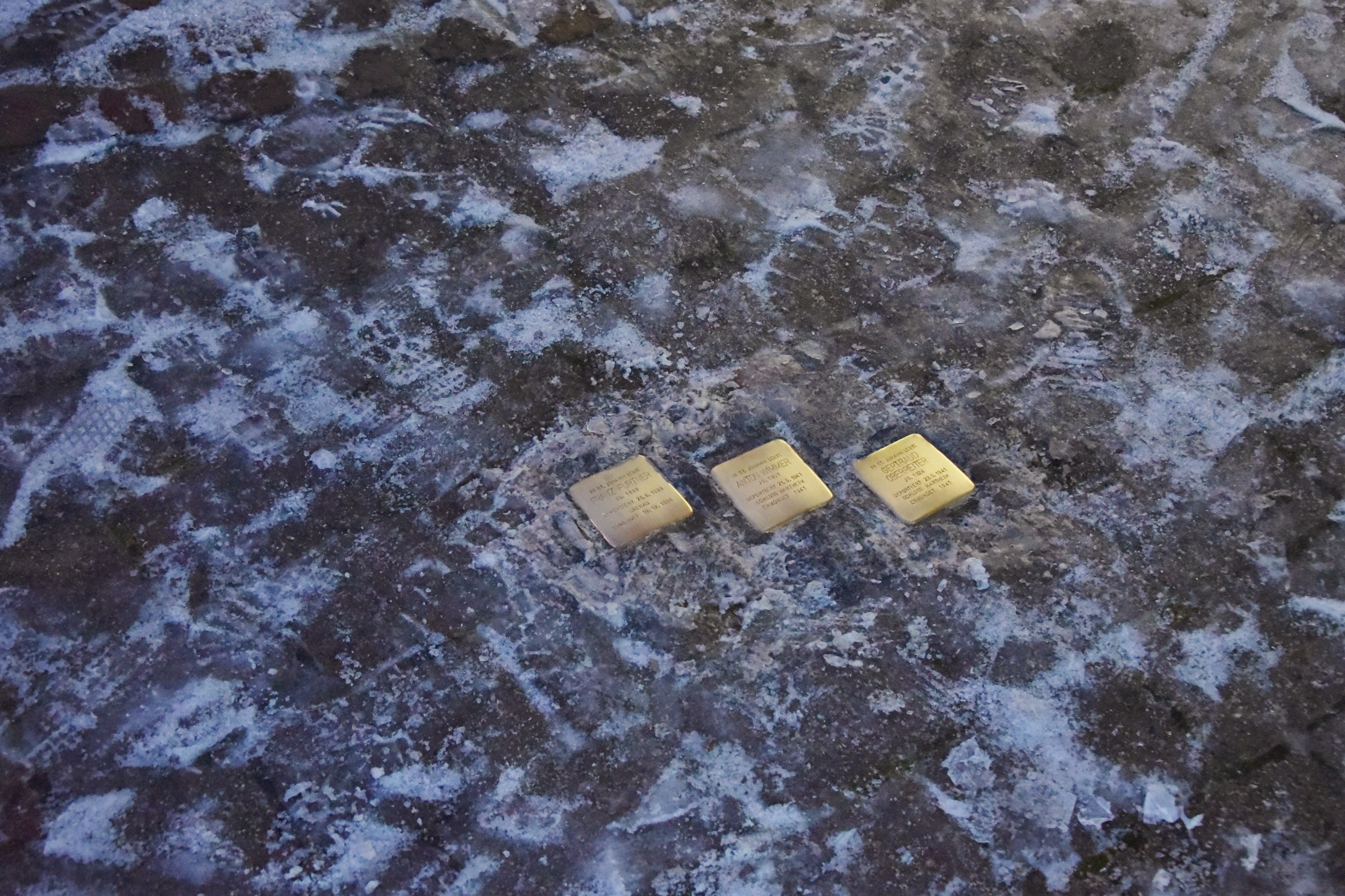
Stolpersteine in St. Johann im Pongau

Die Liste der Stolpersteine im Pongau enthält Stolpersteine, die im Rahmen des gleichnamigen Kunst-Projekts von Gunter Demnig im Bezirk St. Johann im Pongau (Pongau), verlegt wurden. Stolpersteine erinnern an das Schicksal der Menschen, die von den Nationalsozialisten ermordet, deportiert, vertrieben oder in den Suizid getrieben wurden. Sie liegen im Regelfall vor dem letzten selbst gewählten Wohnsitz des Opfers.
Die erste Verlegung in diesem Bezirk erfolgte am 3. Juli 2014 in der Stadt St. Johann im Pongau.

## Liste der Stolpersteine

### Bischofshofen
In Bischofshofen wurden vor dem Rathaus drei Stolpersteine verlegt.
| Stolperstein | Inschrift | Verlegeort      | Name, Leben |
| ------------ | --- | --------------- | --- |
|              | IN BISCHOFSHOFEN WOHNTE JOHANNA BRÜGGLER JG. 1903 DEPORTIERT 1941 SCHLOSS HARTHEIM ERMORDET 1941                                | Vor dem Rathaus | Johanna Brüggler wurde am 21. Oktober 1903 in Bischofshofen geboren. Ihr Vater war Kondukteur. Ihr letzter bekannter Aufenthalt war in der Landesheilanstalt Salzburg. Sie wurde am 16. April 1941 nach Schloss Hartheim deportiert und in der dortigen Tötungsanstalt ermordet. |
|              | IN BISCHOFSHOFEN WOHNTE JOSEF MACHREICH JG. 1882 POLITISCH VERFOLGT VON GESTAPO VERHAFTET 2.9.1944 KZ FLOSSENBÜRG TOT 2.11.1944 | Vor dem Rathaus | Josef Machreich wurde am 22. November 1882 in Bruck an der Großglocknerstraße geboren. Er war Gastwirt und politisch verfolgt, weil er die Ziele und Methoden der Nationalsozialisten ablehnte. Er wurde am 2. September 1944 von der Gestapo verhaftet, in das Konzentrationslager Flossenbürg deportiert und dort am 2. November 1944 vom NS-Regime ermordet. Sein Leichnam wurde im dortigen Krematorium verbrannt, die Asche im Umfeld des Krematoriums verstreut. Es gibt keine Grabstelle. Thomas Schmid, einer seiner Nachkommen, war bei der Verlegung anwesend. |
|              | IN BISCHOFSHOFEN WOHNTE JOSEF MAROSCHEK JG. 1915 DESERTIERT 1943 BEI FAHNDUNG ERSCHOSSSEN 1.8.1944 MÜHLBACHERHÖHE               | Vor dem Rathaus | Josef Maroschek wurde am 3. August 1915 in Schladming geboren. Er lebte in Bischofshofen und wurde während des 2. Weltkriegs zur Wehrmacht eingezogen. Er desertierte, lebte danach im Verborgenen, wurde am 1. August 1944 im Zuge einer Fahndung aufgespürt und standrechtlich erschossen. |

### Goldegg
Am 8. Juli 2024 wurden am Äußeren Torbogen des Schlosses Goldegg vier Stolpersteine für Widerstandskämpferinnen verlegt.
| Stolperstein | Inschrift | Name, Leben                                           |
| ------------ | --- | ----------------------------------------------------- |
|              | IN GOLDEGG-WENG WOHNTE MARGARETHE BAMMER GEB. MAIER JG. 1922 IM WIDERSTAND VERHAFTET 27.7.1944 KZ RAVENSBRÜCK BEFREIT                            | Margarethe Bammer geb. Maier (1922–)                  |
|              | IN GOLDEGG WOHNTE MARIA ETZER GEB. HÖLLER JG. 1890 IM WIDERSTAND VERHAFTET 18.2.1943 ZUCHTHAUS AICHACH ENTLASSEN 12.4.1945                       | Maria Etzer geb. Höller (1890–)                       |
|              | IN GOLDEGG-WENG WOHNTE MARIA HÖLZL JG. 1921 IM WIDERSTAND VERHAFTET 2.7.1944 KZ RAVENSBRÜCK ENTLASSEN 4.10.1944                                  | Maria Hölzl (1921–)                                   |
|              | IN GOLDEGG-WENG WOHNTE THERESIA KÖSSNER GEB. EDER VERH. HOCHLEITNER JG. 1921 IM WIDERSTAND VERHAFTET 2.7.1944 KZ RAVENSBRÜCK ENTLASSEN 4.10.1944 | Theresia Kössner geb. Eder, verh. Hochleitner (1921–) |

### Radstadt
In Radstadt wurden am 12. und 13. Oktober 2022 zwölf Stolpersteine an zwei Adressen verlegt. In Radstadt lebten 1938 keine Juden. Die Radstädter Opfer waren überwiegend behinderte Menschen, die im Zuge der nationalsozialistischen Aktion T4 in der Tötungsanstalt Hartheim bei Linz ermordet wurden.
| Stolperstein | Inschrift                                                                                                | Verlegeort                          | Name, Leben |
| ------------ | --- | ----------------------------------- | --- |
|              | IN RADSTADT WOHNTE ANNA BICHLER JG. 1902 DEPORTIERT 1941 HARTHEIM ERMORDET 1941                          | Margarethe-Schütte-Lihotzky-Platz 1 | Anna Bichler geb. Mayrhofer (1902–1941) |
|              | IN RADSTADT WOHNTE RUDOLF DULLNIG JG. 1913 MANDLINGPASS ERSCHOSSEN 26.7.1934                             | Stadtplatz 14/15                    | Rudolf Dullnig, auch: Dullnigg, Dulnigg, wurde am 26. Juni 1913 in Radstadt geboren. Er war ein christlichdeutscher Turner, wohnte in Radstadt und gehörte den paramilitärische Formationen des Österreichischen Heimatschutzes an. Seine Schutzkorpspatrouille stieß am 26. Juli 1934 am Mandlingpass auf SA-Leute aus Schladming. Es waren die Tage des Juliputsches, in welchen NSDAP-Männer die Macht im Staate mit Gewalt an sich reißen wollten. Beim anschließenden Gefecht wurde Rudolf Dullnig erschossen. |
|              | IN RADSTADT WOHNTE BARBARA GEHRINGER JG. 1883 DEPORTIERT 1941 HARTHEIM ERMORDET 1941                     | Stadtplatz 14/15                    | Barbara Gehringer (1883–1941) |
|              | IN RADSTADT WOHNTE FRANZ KENDLER JG. 1890 DEPORTIERT 1941 DACHAU RAVENSBRÜCK ERMORDET 25.3.1942 BERNBURG | Stadtplatz 14/15                    | Franz Kendler wurde am 18. März 1890 in Radstadt geboren. Er wurde verhaftet, am 22. Februar 1941 in das KZ Dachau deportiert, später in das KZ Ravensbrück. Er wurde am 25. März 1942 in der Tötungsstätte Bernburg an der Saale vom NS-Regime ermordet. |
|              | IN RADSTADT WOHNTE ROSINA PERMESSER JG. 1907 DEPORTIERT 1941 HARTHEIM ERMORDET 1941                      | Margarethe-Schütte-Lihotzky-Platz 1 | Rosina Permesser (1907–1941) |
|              | IN RADSTADT WOHNTE BARBARA PICHLER GEB. GSENGER JG. 1891 DEPORTIERT 1941 HARTHEIM ERMORDET 1941          | Stadtplatz 14/15                    | Barbara Pichler geb. Gsenger (1891–1941) |
|              | IN RADSTADT WOHNTE KARL SALZLECHNER JG. 1908 DEPORTIERT 1938 DACHAU MAUTHAUSEN ERMORDET 16.1.1940        | Stadtplatz 14/15                    | Karl Salzlechner wurde am 9. März 1908 in Radstadt geboren. Er war Schlosser und wohnte in Salzburg. Er wurde verhaftet, am 25. Juni 1938 in das KZ Dachau deportiert und am 9. Mai 1939 in das KZ Mauthausen überstellt. Er kam am 16. Jänner 1940 ums Leben. |
|              | IN RADSTADT WOHNTE KATHARINA SCHNELL GEB. SCHULTES JG. 1881 DEPORTIERT 1941 HARTHEIM ERMORDET 1941       | Stadtplatz 14/15                    | Katharina Schnell geb. Schultes (1881–1941) |
|              | IN RADSTADT WOHNTE SEBASTIAN SCHWABL JG. 1870 DEPORTIERT 1941 HARTHEIM ERMORDET 1941                     | Stadtplatz 14/15                    | Sebastian Schwabl (1870–1941) |
|              | IN RADSTADT WOHNTE FRANZ THALER JG. 1913 DEPORTIERT 1941 HARTHEIM ERMORDET 1941                          | Stadtplatz 14/15                    | Franz Thaler (1913–1941) |
|              | IN RADSTADT WOHNTE MARGARETHA UNTERBERGER JG. 1900 DEPORTIERT 1941 HARTHEIM ERMORDET 1941                | Margarethe-Schütte-Lihotzky-Platz 1 | Margaretha Unterberger (1900–1941) |
|              | IN RADSTADT WOHNTE ANNA WINTER JG. 1881 DEPORTIERT 1941 HARTHEIM ERMORDET 1941                           | Margarethe-Schütte-Lihotzky-Platz 1 | Anna Winter wurde am 3. November 1881 in Radstadt geboren. Sie wurde am 21. November 1941 nach Hartheim deportiert und mutmaßlich noch am selben Tag ermordet. |

### St. Johann im Pongau
In St. Johann im Pongau wurden bis Juli 2023 fünfzehn Stolpersteine an sieben Adressen verlegt.
| Stolperstein | Inschrift | Verlegeort                           | Name, Leben |
| ------------ | --- | ------------------------------------ | --- |
|              | HIER LEBTE JOSEF BRUGGER GEB. 1880 DEPORTIERT 21.4.1941 SCHLOSS HARTHEIM ERMORDET 1941                             | Hauptstraße 21a St. Johann im Pongau | Josef Brugger wurde am 12. März 1880 in St. Johann im Pongau geboren. Er war zuletzt auf Schloss Schernberg in Schwarzach im Pongau untergebracht, einer psychiatrischen Anstalt, geführt von den Barmherzigen Schwestern. Am 21. April 1941 wurde Josef Brugger in die Tötungsanstalt Hartheim deportiert und kurz darauf ermordet. |
|              | HIER WOHNTE ALOIS BUDER JG. 1908 IM WIDERSTAND VERHAFTET 11.7.1944 MAUTHAUSEN ERMORDET 28.10.1944                  | Liechtensteinklammstraße 3 ·         | Alois Buder wurde am 22. April 1908 in Lassing geboren. Die Eltern waren Karl und Theresia Buder, von Beruf Bauern. Sie hatten zehn Kinder. 1930 übersiedelte er nach St. Johann im Pongau, wo er als Produktenhändler und Frächter arbeitete und 1935 Theresia Steinlechner heiratete. Das Paar hatte einen Sohn, Walter. Nachdem der Widerstandskämpfer Karl Rupitsch aus dem Gefängnis St. Johann befreit worden war, gewährte ihm Buder einige Tage Unterschlupf in seinem Haus und brachte ihn im November 1943 mit einem Lastwagen nach Taxenbach. Er wurde gemeinsam mit seiner Frau verhaftet, von der Gestapo in Salzburg verhört, am 12. August 1944 ins KZ Mauthausen deportiert und am 28. Oktober 1944 gemeinsam mit seinen Kameraden Alois Wind, August Egger und Karl Rupitsch hingerichtet. Seine Häftlingsnummer war 82.819. Seine Frau, die in das Konzentrationslager Ravensbrück eingeliefert wurde, verlor dort am 28. Februar 1945 ihr Leben. Einzig Sohn Walter überlebte, aufgezogen von seiner Großmutter in St. Johann im Pongau. |
|              | HIER WOHNTE THERESIA BUDER JG. 1910 IM WIDERSTAND VERHAFTET 11.7.1944 RAVENSBRÜCK ERMORDET FEB. 1945               | Liechtensteinklammstraße 3 ·         | Theresia Buder, geb. Steinlechner, wurde am 25. November 1910 in St. Johann im Pongau als Tochter von Mathias und Theresia Steinlechner geboren. Ihr Vater stammte aus dem Pinzgau, war Schmiedmeister und verstarb bereits vor ihrer Geburt im Juni 1910. Ihre Mutter, eine geb. Grameister, stammt aus Flachau. Nach der Heirat mit dem Frächter Alois Buder am 23. September 1935 wohnte das Paar in St. Johann, Markt 191. Die Eheleute hatten einen Sohn, Walter, und wurden beide nach dem Sturm von Goldegg von den Nationalsozialisten verhaftet. Theresia Buder blieb bis 13. August 1944 im Polizeigefängnis Salzburg inhaftiert und wurde anschließend über Leipzig ins Konzentrationslager Ravensbrück deportiert. Ihr Ehemann wurde am 28. Oktober 1944 vom NS-Regime in Mauthausen ermordet, sie selbst am 28. Februar 1945 in Ravensbrück. Der gemeinsame Sohn, nunmehr Vollwaise, wuchs bei seiner Großmutter in St. Johann im Pongau auf. |
|              | IN ST. JOHANN LEBTE JOHANN BURGSCHWAIGER GEB. 1892 DEPORTIERT 20.5.1941 SCHLOSS HARTHEIM ERMORDET 1941             | Hauptstraße 35 St. Johann im Pongau  | Johann Burgschwaiger wurde am 1. Juni 1892 in St. Veit im Pongau geboren, am 20. Mai 1941 in die Tötungsanstalt Hartheim depoertiert und dort noch im selben Jahr ermordet. |
|              | IN ST. JOHANN WOHNTE FRANZ FURTNER JG. 1888 DEPORTIERT 25.6.1938 DACHAU ERMORDET 19.12.1938                        | Hauptstraße 35 ·                     | Franz Furtner wurde am 21. Juli 1888 im Haus Pfeifergasse 6 in Salzburg-Stadt geboren. Seine Eltern waren Erembert und Anna Furtner, beide katholisch. Er wurde Weber und übersiedelte nach St. Johann im Pongau. Er war unverheiratet. Die Geschichtswerkstatt St. Johann im Pongau nimmt an, dass er in der Weberei Höttl arbeitete, dem einzigen Webereibetrieb am Ort. Er verlor seine Arbeit und wurde obdachlos. Nach dem sogenannten Anschluss Österreichs an Hitler-Deutschland wurden Nichtsesshafte sofort inhaftiert. Furten wurde verhaftet und mit einem Transport burgenländischer Roma in das KZ Dachau deportiert. Dort langte er am 25. Juni 1938 ein, wurde in der NS-Haftkategorie „Arbeitszwang Reich“ (AZR) registriert und bekam die Häftlingsnummer 17514. Er starb am 19. Dezember 1938 um 17.00 Uhr. Als Todesursache wurde im Akt vermerkt: „akuter Herztod“. |
|              | IN ST. JOHANN LEBTE KATHARINA GLATZ GEB. 1881 DEPORTIERT 21.4.1941 SCHLOSS HARTHEIM ERMORDET 1941                  | Hauptstraße 35 St. Johann im Pongau  | Katharina Glatzl wurde am 1. Januar 1881 in St. Johann im Pongau geboren. Sie war zuletzt auf Schloss Schernberg in Schwarzach im Pongau untergebracht, einer psychiatrischen Anstalt, geführt von den Barmherzigen Schwestern. Am 21. April 1941 wurde Katharina Glatzl gemeinsam mit anderen Insassen in die Tötungsanstalt Hartheim deportiert und dort noch im selben Jahr ermordet. |
|              | HIER WOHNTE AUGUSTE HOLZER GEB. ADLER JG. 1872 DEPORTIERT 24.6.1943 THERESIENSTADT ERMORDET 24.9.1943              | Südtirolersiedlung 22 ·              | Auguste Holzer, geb. Adler (geboren am 3. Juli 1872), war die Tochter eines jüdischen Kaufmannes aus Kirnberg an der Mank. Sie heiratete den Buchdrucker Rudolf Holzer aus Sankt Johann im Pongau, der ebenfalls Jude war. Am 26. August 1902 wurde die gemeinsame Tochter Auguste Johanna geboren, am 11. Dezember 1903 die zweite Tochter Ernestine. Die ältere Tochter heiratete den Gemeindesekretär Vinzenz Auer, der Auguste Holzer im höheren Alter in den ehelichen Haushalt aufnahm. Vinzenz Auer wurde wegen seiner Ehe mit einer Jüdin vom NS-Regime zwangspensioniert, musste wieder eingestellt werden und wurde schließlich in ein Nebenlager des KZ Buchenwald deportiert. Über sein weiteres Schicksal und über das seiner Frau ist nichts bekannt. Auguste Holzer, bereits alt und gelähmt, wurde über Salzburg nach Wien verbracht und von dort am 24. Juni 1943 in das Ghetto Theresienstadt deportiert, wo sie am 24. September 1943 ums Leben gebracht wurde. Ihre jüngste Tochter Ernestine hatte einen Mann namens Muik geheiratet, der sich aus Karrieregründen von ihr scheiden ließ. Sie wurde am 7. Jänner 1943 ins Ghetto Theresienstadt deportiert und am 23. Jänner 1943 ins KZ Auschwitz, wo sie ermordet wurde. |
|              | IN ST. JOHANN WOHNTE GERTRAUD OBERREITER JG. 1924 DEPORTIERT 23.5.1941 SCHLOSS HARTHEIM ERMORDET 1941              | Hauptstraße 35 ·                     | Gertraud Margarethe Oberreiter wurde am 11. Juni 1924 in St. Johann im Pongau geboren. Ihre Eltern lebten in Reinbach. Aus unbekannten Gründen galt sie zum Zeitpunkt ihres Schuleintritts als „geistig beeinträchtigt“. Sie wurde am 3. November 1930 in der Caritasanstalt St. Anton, damals eine „Anstalt für schwachsinnige Kinder“, heute Bruck an der Großglocknerstraße, untergebracht, kam aber schon am 23. November zurück zu ihren Eltern. 1938 wurde sie in der Pflegeanstalt im Kloster Mariathal bei Kramsach in Tirol untergebracht. Diese Pflegeanstalt wurde auf Veranlassung der NS-Behörde errichtet, nachdem die von den Barmherzigen Schwestern vom hl. Vinzenz von Paul geführte Volksschule für verwaiste Mädchen unter Zwang geschlossen worden war. In Marienthal wurden gezielt jene Menschen „konzentriert“, die nach nationalsozialistischer Doktrin als »lebensunwert« galten und deren Vernichtung bereits geplant war. Gertraud Oberreiter wurde noch im selben Jahr in die Tötungsanstalt Hartheim gebracht und dort vom NS-Regime ermordet. |
|              | IN ST. JOHANN LEBTE ELISABTH SCHMIDL GEB. 1901 DEPORTIERT 21.4.1941 SCHLOSS HARTHEIM ERMORDET 1941                 | Hauptstraße 35 St. Johann im Pongau  | Elisabeth Schmidl wurde am 26. Juni 1901 in St. Johann im Pongau geboren. Sie war zuletzt auf Schloss Schernberg in Schwarzach im Pongau untergebracht, einer psychiatrischen Anstalt, geführt von den Barmherzigen Schwestern. Am 21. April 1941 wurde Elisabeth Schmidl, gemeinsam mit anderen Insassen, in die Tötungsanstalt Hartheim deportiert und dort noch im selben Jahr ermordet. |
|              | HIER WOHNTE CHARLOTTE SCHNEIDER JG. 1876 DEPORTIERT 23.10.1941 ŁODZ 1942 CHELMNO ERMORDET 9.9.1942                 | Wagrainerstraße 6 ·                  | Charlotte Schneider, geb. Willheim, wurde am 30. August 1876 in Groß-Meseritsch geboren. Sie heiratete den Schneider Karl Schneider, zog mit ihm nach St. Johann im Pongau und gebar zwei Kinder, Friedrich (geb. am 5. Februar 1905) und Else (geboren am 25. April 1908). Obwohl ihr Mann aufgrund seiner sozialen Ader hohes Ansehen in der Stadt genoss, wurde sein Kaufhaus bereits 1932 Ziel antisemitischer Beschuldigungen seitens der örtlichen NSDAP. 1938 wurde Charlotte Schneider gemeinsam mit ihrem Mann nach Wien vertrieben. Die letzte Wohnadresse des Ehepaares war Wien 9, Grünentorgasse 10, am 23. Oktober 1941 wurden beide ins Ghetto Łódź deportiert, wo Karl Schneider am 28. Juni 1942 ermordet wurde. Charlotte Schneider wurde wenig später, am 9. September 1942, im Vernichtungslager Chelmno ermordet. Sowohl ihre Tochter Else, als auch deren Ehemann Felix Preis und deren gemeinsamen Kinder Peter und Eva wurden 1944 vom NS-Regime im Ghetto Theresienstadt bzw. im KZ Auschwitz ermordet. Einzig der Sohn Friedrich, ein Mediziner, konnte rechtzeitig 1939 nach England emigrieren und überleben. Er musste 1949 die Todeserklärung für Mutter und Vater, Schwester und Schwager, Nichte und Neffe beantragen. |
|              | HIER WOHNTE KARL SCHNEIDER JG. 1876 DEPORTIERT 23.10.1941 ŁODZ ERMORDET 28.6.1942                                  | Wagrainerstraße 6 ·                  | Karl Schneider wurde am 10. November 1876 in Gratzen geboren. Er war von Beruf Schneider, heiratete Charlotte Willheim, zog mit ihr nach St. Johann, kaufte das sogenannte Judenreithaus gleich neben dem ehem. Elisabethinum und begründete das Kaufhaus Schneider. Das Paar hatte zwei Kinder, Friedrich (geb. am 5. Februar 1905) und Else (geboren am 25. April 1908). Der „Schneider Jud“, wie er in St. Johann genannt wurde, galt als Arme-Leut-Schneider, weil er Bedürftigen Preisnachlässe gewährte. Dennoch protestierte bereits im Jahr 1932 ein NSDAP-Gemeinderat gegen Bestellungen von Wäscheartikeln im Kaufhaus Schneider durch die Gemeinde. Kurz nach der Annexion Österreichs stellte die örtliche NSDAP vor Schneiders Geschäft Wachen auf um jene Menschen ausfindig machen zu können, die trotz der antisemitischen Hetze weiterhin dort einkauften. Noch im Jahr 1938 wurde die Familie von St. Johann nach Wien vertrieben und all ihr Eigentum „arisiert“. Die letzte Wohnadresse des Ehepaares war Wien 9, Grünentorgasse 10, am 23. Oktober 1941 wurden beide ins Ghetto Łódź deportiert, wo Karl Schneider am 28. Juni 1942 ermordet wurde. Seine Frau wurde wenig später im Vernichtungslager Chelmno ermordet. Seine Tochter Else, die 1933 in Salzburg Felix Preis geheiratet und mit ihm zwei Kinder hatte, Peter und Eva, wurde am 20. August 1942 mitsamt ihrer Familie ins Ghetto Theresienstadt deportiert. Dort wurde ihr Ehemann am 29. Februar 1944 ums Leben gebracht. Sie selbst wurde mit ihren beiden kleinen Kindern am 16. Mai 1944 im KZ Auschwitz ermordet. Der einzige Überlebende der Familie war Sohn Friedrich, der Medizin studiert hatte, als Arzt im Pongau tätig war und 1939 nach England emigrieren konnte. Im Jahr 1949 beantragte er die Todeserklärungen für seine Eltern, seine Schwester und seinen Schwager, seine Nichte und seinen Neffen. Er verstarb 1983 in Bromsgrove, Worcestershire. |
|              | HIER WOHNTE HANSI THALER JG. 1937 HEILANSTALT AM SPIEGELGRUND ERMORDET 9.9.1942                                    | Hauptstraße 4 ·                      | Johann Thaler wurde am 12. Juni 1937 geboren und am 9. September 1942 in der Wiener Anstalt Am Spiegelgrund ermordet. Die Eltern waren Johann und Katharina Thaler, die Familie lebte in der Hauptstraße Nr. 4 in St. Johann im Pongau. Eine Erkrankung an Gehirnhaut- und Rippenfellentzündung, die er sich mit anderthalb Jahren zuzog, überlebte er. Jedoch litt er anschließend an Gleichgewichtsstörungen und hatte sein Gehör verloren. Daher war auch seine Entwicklung beeinträchtigt und er wurde vermehrt pflegebedürftig. Nach einem Antrag auf Anstaltspflege durch das Gaufürsorgeamt (durch die Aktion T4 waren Reichsstatthalter und Gaufürsorgeämter zur Meldung aufgefordert) wurde er am 25. August 1942 nach Wien in die Heilpädagogische Anstalt am Spiegelgrund gebracht. Die Erstuntersuchung erfolgte durch Heinrich Gross „Körperlich für sein Alter annähernd normal entwickelter Knabe in verhältnismäßig gutem Ernährungszustand […] Kind hört nichts […] während der Untersuchung ist das Kind sehr raunzig, es lässt sich kein Kontakt mit ihm herstellen […] nimmt keinerlei Anteil an den Vorgängen in seiner Umgebung“. Am 7. September verschlechterte sich der Gesundheitszustand rasant, es wurde ihm weder Nahrung noch Flüssigkeit verabreicht, er erhielt das Mittel Luminal gespritzt, wodurch die Lungenfunktion herabgesetzt wurde. Am 9. September 1942 starb er. Als Todesursache wurde „Taubstummheit, Schwachsinn und Lungenentzündung“ angegeben. Die Eltern erhielten die Leiche ihres Kindes in einem Sarg zugeschickt, Hansi Thaler wurde auf dem Friedhof in St. Johann am Pongau beigesetzt. Zur medizinischen Forschung (auch nach 1945) wurde Hansi Thaler das Gehirn entfernt, im April 2002 wurde es zusammen mit 788 weiteren Gehirnen in einem Wiener Ehrengrab beigesetzt. |
|              | HIER WOHNTE JOHANN TRAUSNER JG. 1908 ZEUGE JEHOVAS VERHAFTET 9.9.1939 SACHSENHAUSEN ERMORDET 24.10.1941 NEUENGAMME | Liechtensteinklammstraße 3 ·         | Johann Trausner wurde am 26. Dezember 1908 in Vorchdorf geboren. Er war Zementwarenerzeuger und heiratete am 4. März 1939 in Rauris Rosalia Ahornegger. Die Trauung erfolgte durch Pfarrer Josef Lackner. Erst in seiner Hochzeitsnacht gestand er seiner Frau, dass er Zeuge Jehovas war. Das Paar lebte am Vormarkt 110 (heute: Liechtensteinklammstr. 3). Bereits am 9. September 1939, fünf Monate nach der Hochzeit, wurde Trausner von der Gendarmerie St. Johann verhaftet, weil er sich weigerte, den Hitlergruß zu leisten und in die SA einzutreten. Es erfolgte die Überstellung ins Polizeigefängnis Salzburg, danach wurde Trausner ohne Gerichtsverfahren ins KZ Sachsenhausen eingewiesen. Weitere Verfahren gegen ihn ergaben, dass er den Zeugen Jehovas angehörte. Er wurde ins KZ Neuengamme (nahe Hamburg) deportiert und weigerte sich strikt gegen Befolgung aller Befehle, die er aus Glaubensgründen nicht ausüben konnte. Unter anderem weigerte er sich, vorschriftsmäßig SS-Angehörige durch Abnehmen der Mütze zu grüßen. Nach Berichten von Mithäftlingen soll er sich auch schriftlich gegen Schikanen, denen die Zeugen Jehovas ausgesetzt waren, bei der Lagerleitung beschwert haben. Daraufhin kam er in den Arrestbunker. Trausner wurde am 24. Oktober 1941 in Neuengamme ermordet. In der Sterbeurkunde heißt es: „8-facher Brustdurchschuss (Auf Befehl des Führers und Reichskanzlers erschossen)“. |
|              | IN ST. JOHANN WOHNTE ANTON WIMMER JG. 1901 DEPORTIERT 21.5.1941 SCHLOSS HARTHEIM ERMORDET 1941                     | Hauptstraße 35 ·                     | Anton Wimmer wurde am 16. Juli 1901 in Saalfelden geboren, als unehelicher Sohn des Bauern Johann Eckinger und der Landarbeiterin Barbara Wimmer. Seine Eltern dürften später geheiratet haben, er behielt jedoch den Mädchennamen seiner Mutter. Er besuchte die Volksschule in Saalfelden und wurde Hilfs- und Landarbeiter, unter anderem auf dem Gut Oberlehen in St. Johann Ginau. Am 15. April 1941 reiste er in die Stadt Salzburg und begehrte Aufnahme in der Landesheilanstalt für Geistes- und Gemütskranke. Seine Widerstandskraft hatte in den letzten Jahren abgenommen, er fühlte sich sehr geschwächt und erhoffte Hilfe. Im Aufnahmebefund sind weiters vermerkt eine Konzentrationsschwäche und ein Schmerz- und Bewegungsproblem an der linken Schulter. Die Ärzte diagnostizierten eine Schizophrenie, er wurde erbbiologisch erfasst und gemeldet. Die damals übliche Therapie bei Schizophrenie, Cardiazol, löste künstlich epileptische Anfälle aus. Sie führte bei Anton Wimmer nicht nur zu keinem Erfolg, sondern verwirrte ihn zunehmend, weshalb das Präparat abgesetzt wurde. Förderungen oder weitere Therapien gab es nicht. Am 21. Mai 1941 wurde er mit dem vierten und letzten Transport mit einem Omnibus von Salzburg nach Schloss Hartheim transferiert, eine Tötungsanstalt des NS-Regimes. Dort wurde er – wie weitere 262 Opfer aus der Salzburger Klinik – in einer Gaskammer ermordet. |
|              | HIER WOHNTE KASPAR WIND JG. 1902 IM WIDERSTAND VERHAFTET 11.7.1944 MAUTHAUSEN ERMORDET 28.10.1944                  | Pöllnstraße 2 ·                      | Kaspar Wind (geboren am 11. September 1902 in Forstau) war gelernter Maschinenschlosser, arbeitete als Betonwarenerzeuger in St. Johann im Pongau und war engagierter Gegner des Nationalsozialismus. Dies war auch öffentlich bekannt, denn bereits 1932 stellte er ein Mitglied des Trachtenvereins zur Rede, weil er ein NS-Abzeichen trug. Nach der Annexion Österreichs an das sogenannte Dritte Reich trafen sich in seinem Haus (Markt Pongau Nr. 67) regelmäßig Oppositionelle, um sogenannte Feindsender zu hören. Im Februar 1942 wurde er gemeinsam mit Josef Höller, Alfred Schützer, Franz Pirz (alle aus St. Johann im Pongau) und mit der Bischofshofnerin Hedwig Schmidpeter verhaftet. Das NS-Regime warf ihnen vor, „die Widerstandskraft des Deutschen Volkes zu gefährden“ und die gehörten Nachrichten noch vorsätzlich verbreitet zu haben. Weiters wurde Kaspar Wind zur Last gelegt, dass er mit Karl Rupitsch bekannt gewesen und von diesem mit Fleisch versorgt worden sei, welches ohne Meldung an die Behörden geschlachtet worden war. Rupitsch war im November 1941 wegen Schwarzschlachtungen ins Gerichtsgefängnis Markt Pongau eingeliefert worden. Daraufhin organisierte Wind – gemeinsam mit dem Gendarmeriebeamten Wilhelm Anderle, dem Frächter Alois Buder und der Gefängnisverwalterin Anna Wimpissinger – seine Flucht nach Taxenbach. Kaspar Wind wurde am 12. August 1944 ins Konzentrationslager Mauthausen deportiert, seine Häftlingsnummer war 82.838. Gemeinsam mit seinen Kameraden Karl Rupitsch, Alois Buder und August Egger wurde er am 28. Oktober 1944 auf Befehl des Reichsführers SS, Heinrich Himmler, hingerichtet. |

## Verlegedaten

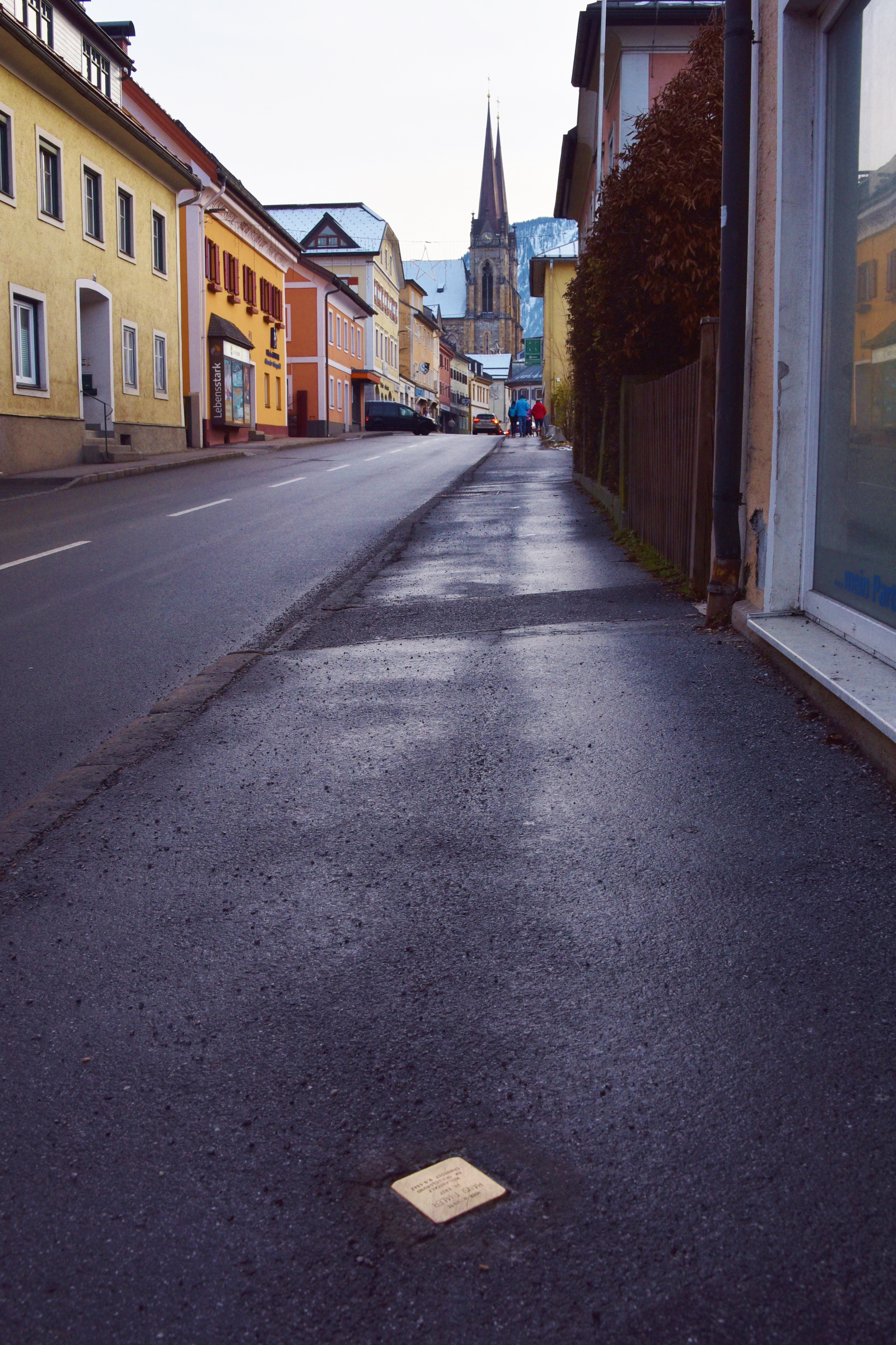
Stolperstein für Hansi Thaler

Die Stolpersteine in St. Johann im Pongau wurden von Gunter Demnig persönlich an folgenden Tagen verlegt:
- 3. Juli 2014: Hauptstraße 4, Wagrainerstraße 6
- 15. Juli 2015: Liechtensteinklammstraße 3, Pöllnstraße 2, Südtirolersiedlung 22
- 20. September 2019: Hauptstraße 35

Die Stolpersteine in Bischofshofen wurden am 4. November 2021 verlegt.
Die zwölf Stolpersteine von Radstadt wurden am 12. und 13. Oktober 2022 in Abwesenheit des Künstlers vom Bauamt verlegt. Bereits im Vorfeld der Verlegungen, namentlich am 8. März 2022, erhielten die Schülerinnen und Schüler des Bundes-Oberstufen-Realgymnasium Radstadt den erstmals verliehenen  Brigitte-Höfert-Preis für ihre historische Aufarbeitungsarbeit, die Grundlage war für die Verlegung der Stolpersteine.